# 103
Cette page concerne l'année 103  du calendrier julien. Pour l'année 103 av. J.-C., voir 103 av. J.-C. Pour le nombre 103, voir 103 (nombre). Pour la voiture, voir Peugeot 103.
L'année 103 est une année commune qui commence un dimanche.

## Événements
- Pline le Jeune devient membre du collège des Augures (103-104)[1].
- Début de la construction du Pont de Trajan à Drobeta sur le Danube par l’architecte Apollodore de Damas (fin en 105)[2].

## Décès en 103
- Frontin